# Katarzyna Możdżeń
Katarzyna Możdżeń (ur. 21 listopada 1989) – polska siatkarka. Gra na pozycji przyjmującej. W sezonie 2010/2011 podpisała umowę z klubem Pronar AZS Białystok. W trakcie sezonu 2011/2012, z powodów osobistych, rozwiązała kontrakt z klubem. Była reprezentantka Polski juniorek.

## Kluby
- ŁKS Łódź
- Jedynka Aleksandrów Łódzki (2009–2010)
- Pronar AZS Białystok (2010–2011)
- ŁKS Łódź (2011-...)